# Tagusens

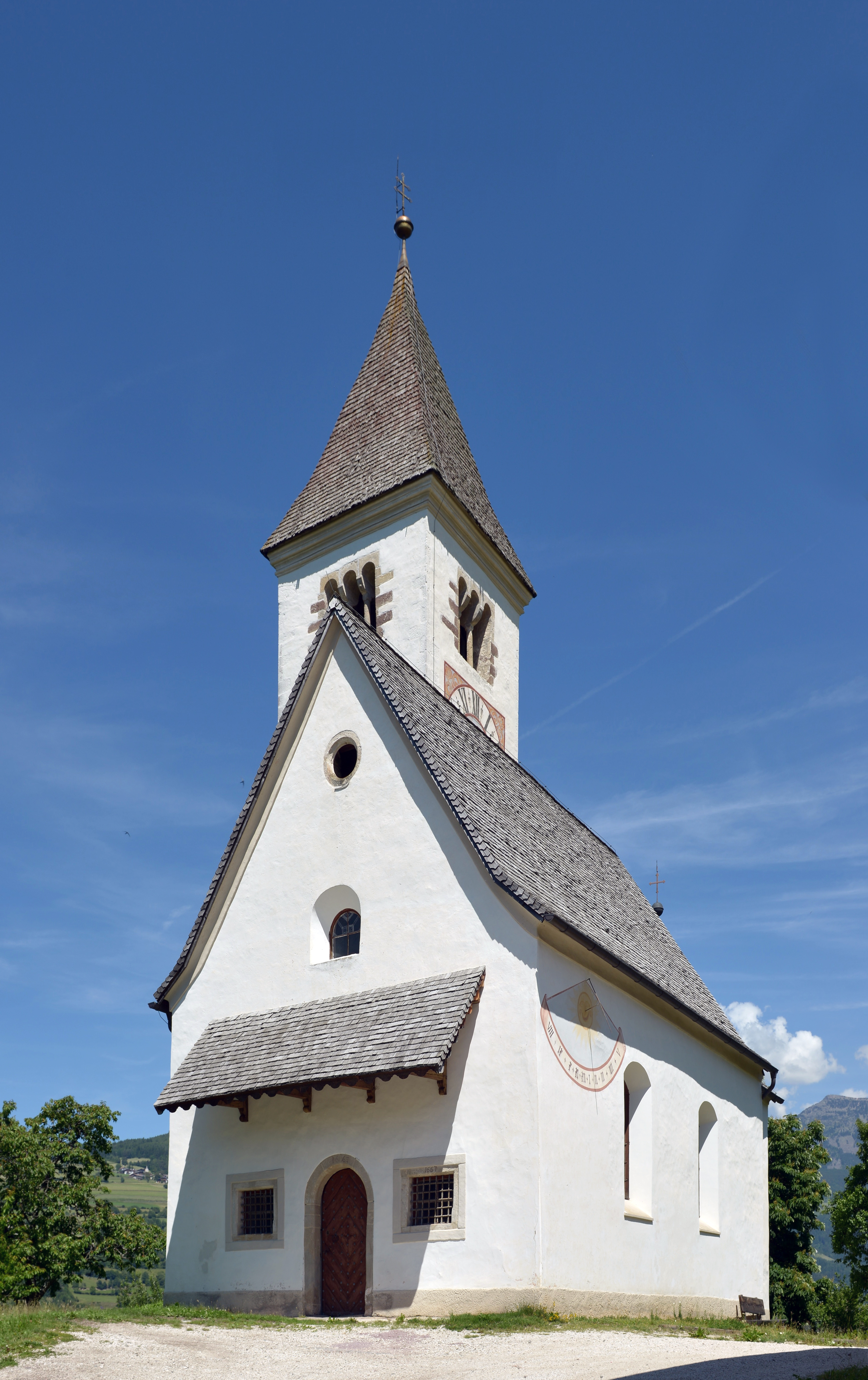
St.-Magdalena-Kirche

Tagusens (italienisch Tagusa) ist ein kleines Dorf und Fraktion der Gemeinde Kastelruth in Südtirol. Das Dorf liegt auf einer Meereshöhe von ca. 950 Metern. Im Ort leben 80 Einwohner (Stand: 31. Dezember 2024).

## Lage
Tagusens liegt am Nordrand der Mittelgebirgslandschaft des Schlerngebiets, rund 2 km nördlich des Gemeindehauptorts Kastelruth hoch über dem Ausgang des Grödner Tals ins Eisacktal.

## Geschichte
Die Gegend war in grauer Vorzeit bereits leicht besiedelt. Auf Niemandsfreund stand eine Wallburg, ebenso auf dem Percoll, der sich auf halbem Wege nach Tisens erhebt.

## Verkehr
Tagusens wird für den Kraftverkehr (etwa die Buslinie 177) über eine kleine Gemeindestraße von Tisens aus erschlossen.

## Sehenswürdigkeiten
- Schulmuseum Tagusens
- St.-Magdalena-Kirche mit Skulpturen des Rokoko-Künstlers Josef Konrad Wieser aus Brixen (1693–1760)[3]

## Ortsname
Der Name ist in einer auf den 16. März 1273 datierten Urkunde der Traditionen des Hochstifts Brixen erstmals erwähnt, die als Zeugen u. a. einen Albertus de Tacuses anführt. Ob sich ein 1293 verschriftlichtes Alcusens auf den Ort bezieht, bleibt ungeklärt.
Der Ortsname könnte mit dem belegten venetischen Personennamen TECVSENVS in Zusammenhang gebracht werden.